# Nowyje Pieriesudy
Nowyje Pieriesudy (ros. Новые Пересуды) – wieś (ros. деревня, trb. dieriewnia) w zachodniej Rosji, na osiedlu wiejskim Titowszczinskoje w rejonie diemidowskim (obwód smoleński).

## Geografia
Miejscowość położona jest przy drodze regionalnej 66N-0505 (Diemidow – Chołm), 18,5 km od centrum administracyjnego osiedla wiejskiego (Titowszczina), 18 km od centrum administracyjnego rejonu (Diemidow), 49,5 km od stolicy obwodu (Smoleńsk), 48 km od granicy z Białorusią.
W granicach miejscowości znajdują się ulice: Centralnaja, Prudowaja, Szyrokaja.

## Demografia
W 2010 r. miejscowość zamieszkiwało 9 osób.

## Historia
W czasie II wojny światowej od lipca 1941 roku wieś była okupowana przez hitlerowców. Wyzwolenie nastąpiło we wrześniu 1943 roku.
Na mocy ustawy z dnia 28 maja 2015 roku wszystkie miejscowości (w tym Nowyje Pieriesudy) zlikwidowanej jednostki administracyjnej Pieriesudowskoje weszły w skład osiedla wiejskiego Titowszczinskoje.